# Coțofenii din Față
Coțofenii din Față è un comune della Romania di 1926 abitanti, ubicato nel distretto di Dolj, nella regione storica dell'Oltenia.
Il comune è formato dall'unione di 2 villaggi: Beharca e Coțofenii din Față.